# تری‌آزول‌دیون
تری‌آزول‌دیون (انگلیسی: Triazoledione) یک ترکیب فنیل پیپرازین و متابولیت اصلی داروی ضد افسردگی نفازودون است. این دارو فعال است، اما در مقایسه با نفازودون (تقریباً یک هفتم) دارای قدرت کاهش یافته چشمگیری است. به این ترتیب، پیشنهاد شده است که بعید است که تریازولدیون کمک قابل توجهی به فارماکولوژی نفازودون داشته باشد. با این حال، تریازولدیون ممکن است به ۱۰ برابر غلظت نفازودون برسد و از این رو همچنان می تواند نقش مهمی در اثرات درمانی آن داشته باشد.

## فارماکولوژی
تری‌آزول‌دیون تمایل زیادی به گیرنده های سروتونین 5-HT1A و 5-HT2A، گیرنده α۱-آدرنرژیک و گیرنده هیستامین H1 نشان می دهد. این ماده میل ناچیزی برای ناقل‌های سروتونین و نوراپی‌نفرین و گیرنده‌های استیل‌کولین موسکارینی نشان می‌دهد.